# Peter Riegert
Peter Riegert est un acteur, réalisateur et scénariste américain né le 11 avril 1947 à New York, (États-Unis).

## Biographie
Peter Riegert est né le 11 avril 1947 à New York, (États-Unis).

## Filmographie

### Cinéma

#### Longs métrages
- 1978 : American College (National Lampoon's Animal House) de John Landis : Donald 'Boon' Schoenstein
- 1979 : Head Over Heels de Joan Micklin Silver : Sam
- 1979 : Americathon (en) de Neal Israel : Eric McMurkin
- 1982 : Movie Madness de Bob Giraldi et Henry Jaglom : Jason Cooper (segment Growing Yourself)
- 1983 : Local Hero de Bill Forsyth : Mac
- 1983 : Le Grand carnaval d'Alexandre Arcady : Walter Giammanca
- 1984 : The City Girl de Martha Coolidge : Tim
- 1987 : Un homme amoureux (A Man in Love) de Diane Kurys : Michael Pozner
- 1987 : The Stranger d'Adolfo Aristarain : Dr Harris Kite
- 1988 : Izzy et Sam (Crossing Delancey) de Joan Micklin Silver : Sam Posner
- 1989 : That's Adequate d'Harry Hurwitz : Baby Elroy adulte
- 1990 : Business oblige (A Shock to the System) de Jan Egleson : Robert Benham
- 1990 : Le rocher de l'apocalypse (The Runestone) de Willard Carroll : Capitaine Gregory Fanducci
- 1990 : Oltre l'oceano de Ben Gazzara : Eric
- 1991 : Les Imposteurs (The Object of Beauty) de Michael Lindsay-Hogg : Larry
- 1991 : L'embrouille est dans le sac (Oscar) de John Landis : Aldo
- 1992 : Utz, la passion de l'art de George Sluizer : Marius Fisher
- 1992 : Un faire-part à part (Passed Away) de Charlie Peters : Peter Syracusa
- 1994 : The Mask de Chuck Russell : Lieutenant Mitch Kellaway
- 1994 : Bleeding Hearts de Gregory Hines : Le médecin
- 1995 : Coldblooded de Wallace Wolodarsky : Steve
- 1996 : Pie in the Sky de Bryan Gordon : Dunlap
- 1996 : Infinity de Matthew Broderick : Mel Feynman
- 1998 : Jerry and Tom de Saul Rubinek : Stanley
- 1998 : Hi-Life de Roger Hedden : Minor
- 2000 : Traffic de Steven Soderbergh : Michael Adler
- 2000 : D'un rêve à l'autre (Passion of Mind) d'Alain Berliner : Dr Peters
- 2000 : Comment tuer le chien de son voisin (How to Kill Your Neighbor's Dog) de Michael Kalesniko : Larry
- 2000 : In the Weeds de Michael Rauch : Barry
- 2004 : King of the Corner de lui-même : Leo Spivak
- 2009 : Love Conquers Paul de Colin Bannon : Mr Feigenbaum
- 2010 : The Chosen One de Rob Schneider : Bob
- 2011 : Oka! de Lavinia Currier : Dr Maguire
- 2012 : Nouveau Départ (We Bought a Zoo) de Cameron Crowe : Delbert McGinty
- 2013 : Middleton (At Middleton) d'Adam Rodgers : Boneyard Sims
- 2016 : American Pastoral d'Ewan McGregor : Lou Levov

#### Courts métrages
- 2014 : The Walk d'Aaron Wolf : Alfred Foxman
- 2019 : Extra Innings de John Gray : Pete

### Télévision

#### Séries télévisées
- 1977 : MASH : Caporal Igor Straminsky
- 1984 : Ellis Island, les portes de l'espoir (Ellis Island) : Jacob Rubinstein
- 1984 : American Playhouse : Richard M. Nixon
- 1985 : La Cinquième Dimension (The Twilight Zone) : Gus Rosenthal
- 1989 : American Masters : W. Eugene Smith
- 1989 : Trying Times : Bill
- 1992 : Middle Ages : Walter Cooper
- 1997 : New York, police judiciaire (Law and Order) : Jerold Dixon
- 1998 : Seinfeld : James Kimbrough
- 2000 : Sports Night : Jay Rydell
- 2001 : The Beast : Ted Fisher
- 2001 - 2002 : Les Soprano (The Soprano) : Sénateur Ronald Zellman
- 2003 : Les Griffin (Family Guy) : Max Weinstein (voix)
- 2004 - 2007 : New York, unité spéciale (Law and Order : Special Victims Unit) : Chauncey Zeirko
- 2007 : Damages : George Moore
- 2008 : Cashmere Mafia : Len Dinerstein
- 2009 : Leverage : Peter Blanchard
- 2009 - 2012 : The Good Wife : Juge Harvey Winter
- 2010 - 2011 : Les Frères Scott (One Tree Hill) : Dr August Kellerman
- 2013 - 2014 : Dads : David Sachs
- 2015 : Show Me a Hero : Oscar Newman
- 2015 : Sex&Drugs&Rock&Roll : Ted
- 2017 - 2019 : Unbreakable Kimmy Schmidt : Artie Goodman
- 2018 : Disjointed : Walter
- 2021 : Succession : Roger Pugh
- 2022 : Bull : Dr Cohen
- 2023 : Extrapolations : Ben Zucker

#### Téléfilms
- 1986 : Pour affaire de mœurs (News at Eleven) de Mike Robe : Eric Ross
- 1993 : Les requins de la finance (Barbarians at the Gate) de Glenn Jordan : Peter Cohen
- 1993 : Gypsy d'Emile Ardolino : Herbie
- 1995 : Mensonge et trahison (An Element of Truth) de Larry Peerce : Sidney Wiltz
- 1995 : The Infiltrator de John Mackenzie : Rabbi Cooper
- 1997 : North Shore Fish de Steve Zuckerman : Porker
- 1997 : Face Down de Thom Eberhardt : Lieutenant Coop Cooper
- 1998 : The Baby Dance de Jane Anderson : Richard Luckman
- 1998 : Scandaleusement vôtre (Scandalous Me : The Jacqueline Susann Story) de Bruce McDonald : Irving Mansfield
- 2001 : Club Land de Saul Rubinek : Rabbi
- 2001 : Bojangles de Joseph Sargent : Marty
- 2002 : Bleacher Bums de Saul Rubinek : Decker
- 2004 : Back When We Were Grownups de Ron Underwood : Zeb
- 2006 : Parlez-moi de Sara (Surrender Dorothy) de Charles McDougall : Mel

### Scénariste
- 2000 : By Courier (également réalisateur et producteur)
- 2004 : King of the Corner (co-scénariste)